# الكأس السلطانية 1936
كَأْسُ السُّلْطَانِ حُسَين 1936 هي النُّسْخة العِشرين من بُطولة كَأْس السُّلطان حُسَين. لُعبت البُطولة في عام 1936، وفاز بها السِّكَّة الحَديد بعد فوزه في النهائي على الأهلي بنَتيجة 4–3.